# بلانش تايلور مور
بلانش تايلور مور (بالإنجليزية: Blanche Taylor Moore)‏ هي قاتلة متسلسلة أمريكية، ولدت في 17 فبراير 1933 في كونكورد في الولايات المتحدة.